# Xenia grasshoffi
Xenia grasshoffi är en korallart som beskrevs av Verseveldt 1974. Xenia grasshoffi ingår i släktet Xenia och familjen Xeniidae. Inga underarter finns listade i Catalogue of Life.